# Dienerella besucheti
Dienerella besucheti is een keversoort uit de familie schimmelkevers (Latridiidae). De wetenschappelijke naam van de soort werd in 1994 gepubliceerd door Vincent.